# 다각별
| {5/2} | \|5/2\|    |
| 별 정오각형 {5/2}는 다섯개의 꼭짓점과 다섯개의 교차하는 변을 가지지만 오목 십각형 \|5/2\|는 열 개의 변과 다섯 개의 꼭짓점 두 묶음을 가지고 있다. 첫 번째는 별 다면체의 정의에서 쓰이지만 두 번째는 평면 타일링에서 쓰인다. |            |
| 작은 별모양 십이면체 | 테셀레이션 |

다각별 또는 다각성(多角星)은 여러 개의 선분이 교차하는 별 형태의 정다각형을 말한다. 대표적으로 오각별, 육각별, 칠각별, 팔각별 등이 존재한다.

## 같이 보기
- 다각별진